# Made in Japan (Ayumi Hamasaki)
Made in Japan è il diciassettesimo album in studio della cantante giapponese Ayumi Hamasaki, pubblicato nel 2016.

## Tracce
1. Tasky – 1:58
2. Flower – 3:39
3. Mad World – 4:18
4. Breakdown – 4:33
5. Survivor – 4:13
6. You Are the Only One – 5:00
7. Today – 5:13
8. Mr.Darling – 3:58
9. Summer Love – 4:48
10. Many Classic Moments (Globe cover) – 6:07